# Tanea Heke
Tanea Jane Heke MNZM es actriz, directora y productora de teatro en Nueva Zelanda. En 2019 fue nombrada Tumuaki/directora de Toi Whakaari: NZ Drama School.

## Carrera
Heke se graduó en 1997 de Toi Whakaari: NZ Drama School y fue nombrada directora a finales de 2019 después de desempeñar el cargo de directora interina desde principios de año. Fundó Hāpai Productions para crear y apoyar el teatro maorí en 2013 con la fallecida Nancy Brunning. Hāpai Productions se centra en crear oportunidades para las mujeres maoríes en el teatro. Heke también trabajó en Taki Rua Productions, Te Papa Tongarewa, donde fue directora de exposiciones, y Creative New Zealand, donde trabajó con Carla Van Zon.

## Dirección
En 1995, Heke dirigió Maua Taua de Hinemoana Baker en el Teatro Taki Rua como parte de su temporada Te Reo Māori interpretada en idioma maorí. En 1998, Heke dirigió GrandfatherSon de Kirk Torrance en BATS Theatre.

## Filmografía

### Cine
| Año  | Título                                | Papel   | Director                                 | Notas | Ref          |
| ---- | ------------------------------------- | ------- | ---------------------------------------- | ----- | ------------ |
| 2006 | No. 2                                 | Tía Cat | Toa Fraser                               |       | [ 9 ] [ 10 ] |
| 2007 | Eagle vs Shark                        |         |                                          |       | [ 9 ] [ 10 ] |
| 2015 | Belief: The Possession of Janet Moses |         |                                          |       | [ 9 ] [ 10 ] |
| 2017 | Waru                                  | Charm   | Ainsley Gardiner, Casey Kaa, Renae Maihi |       | [ 10 ]       |
| 2021 | Cousins                               | Mata    | Ainsley Gardiner and Briar Grace-Smith   |       | [ 11 ]       |

### Teatro
| Año  | Título                                                       | Dramaturgo           | Papel            | Director                       | Productor                                                      | Notas                                              | Ref    |
| ---- | ------------------------------------------------------------ | -------------------- | ---------------- | ------------------------------ | -------------------------------------------------------------- | -------------------------------------------------- | ------ |
| 1989 | Bystander: Stress Release Tips for the Emotionally Disturbed | Duncan Sarkies       | Actor            | Duncan Sarkies                 | STAB                                                           | BATS Theatre                                       | [ 8 ]  |
| 1995 | Macbeth                                                      | Shakespeare          | Weird Sister     | Carol Stevenson                | Victoria University Summer Shakespeare, 13th annual production | The Dell, Botanic Gardens (Wellington)             | [ 8 ]  |
| 1998 | Coriolano                                                    | Shakespeare          | Volumnia         | Burt Turner; Oliver Driver     | Auckland's 35th Annual Outdoor Shakespeare                     | Old Arts Quad, Auckland University                 | [ 8 ]  |
| 1999 | Julio César                                                  | Shakespeare          | Portia           | Phillip Mann                   |                                                                | Circa Theatre                                      | [ 8 ]  |
| 1999 | Kitchen Tables                                               | Glenda Tuaine        |                  | Glenda Tuaine                  |                                                                | Circa Theatre                                      | [ 8 ]  |
| 2000 | Box/Role/Dream                                               | Lynda Chanwai Earle  | Actor (Tanya)    | Vanessa Byrnes                 |                                                                | BATS Theatre                                       | [ 8 ]  |
| 2000 | The Hand Job                                                 | Conrad Newport       | Christine Cowell | Conrad Newport                 |                                                                | BATS Theatre                                       | [ 8 ]  |
| 2001 | Haruru Mai                                                   | Briar Grace-Smith    | Pearl            | Simon Praast                   | Auckland Theatre Company                                       |                                                    | [ 8 ]  |
| 2001 | Home                                                         | Samm-Art Williams    |                  | Nina Nawalowalo; Glenda Tuaine |                                                                | BATS Theatre                                       | [ 8 ]  |
| 2004 | The Prophet                                                  | Hone Kouka           | Kay              | Nina Nawalowalo                | Taki Rua Productions                                           | NZ International Festival of the Arts (Wellington) | [ 8 ]  |
| 2007 | Doubt                                                        | John Patrick Shanley |                  | Sue Rider                      |                                                                | Circa Theatre                                      | [ 8 ]  |
| 2007 | Revenge of the Amazons                                       | Jean Betts           | Puck             | Rachel More; Jacqueline Coats  | Upskill Productions                                            | BATS Theatre                                       | [ 8 ]  |
| 2018 | He Kura E Huna Ana                                           | Hohepa Waitoa        | Taua             | Nancy Brunning                 | Taki Rua Productions                                           | BATS Theatre                                       | [ 8 ]  |
| 2018 | Astroman                                                     | Albert Belz          |                  | Nancy Brunning                 |                                                                | Court Theatre                                      | [ 12 ] |